# Nicole Védrès
Nicole Henriette Désirée Charlotte Cahen, conocida como Nicole Védrès, a veces acreditada con los seudónimos Nathan o Rais (París, 4 de septiembre de 1911 - 20 de noviembre de 1965) es una periodista, escritora, ensayista y cineasta francesa especialmente relevante en el mundo cultural francés de posguerra. Su trabajo de montaje Paris 1900 le valió el premio Louis-Delluc y el premio Méliès.

## Biografía
Nicole Vedrès es hija de Jules Rais, doctor en Derecho, bibliotecario de la Cámara de Diputados y crítico de arte, y de Ludmila Savitzky, de origen ruso, que fue traductora de James Joyce a quien conoció en 1923.
Licenciada en derecho y en letras, comenzó su carrera como periodista en la década de 1930, escribiendo para revistas femeninas y revistas literarias como Mercure de France. Durante la guerra escribió en Rouge et le Bleu en 1941-1942. Publicó su primera novela en 1946, Le Labyrinthe, que el crítico literario Gaëtan Picon describió como « un libro encantador, frágil y profundo ». A lo largo de su carrera publicó siete novelas, la mayoría de ellas con Gallimard.
Se acercó al cine por azar en 1946, cuando prepara un libro publicado en las ediciones del Chêne un año antes: Images du cinéma franançais. Este libro da la idea al productor Pierre Braunberger de encargarle el montaje de una película a partir de viejos materiales cómicos en los que gesticulan Rigadin, Bébé, Gribouille. Acepta y empieza a visionar antiguas películas, localizando fragmentos de actualidad de la época sobre la vida de París a principios de siglo. Ayudada por una montadora excepcional, Myriam y por un joven asistente, Alain Resnais, Nicole Védrès realiza París 1900 en 1947. Realiza en el mismo un recorrido histórico: la Belle Époque, las inundaciones de 1910, las huelgas, las manifestaciones obreras, las amenazas de guerra y la movilización general, la salida de millones de hombres en 1914. Este trabajo inaugura en Francia un género que se había desarrollado sobre todo en la escuela soviética y de manera particular la cineasta Esfir Shub. Con esta obra obtuvo el premio Louis-Delluc y el premio Méliès.
El éxito de su trabajo le lleva en 1949, a  otro largometraje, La Vie commence demain (La vida comienza mañana) en el que propone al estilo de una docuficción, acompañar a Jean-Pierre Aumont por París, quien interpreta a un joven de provincias que llega a la capital francesa s con la intención de visitar las catacumbas, pero un periodista le persuade de que se interese sobre todo por el presente y el futuro del mundo, interrogando a las personas más ilustres de la vida científica, artística e intelectual de los años 50. Jean-Paul Sartre, André Gide, Le Corbusier, Pablo Picasso, Jean Rostand, Irène Joliot-Curie, André Labarthe, Daniel Lagache, Jacques Prévert y otros se prestan al juego de participar en el rodaje, una obra que prefigura el estilo de reportajes para televisión, todavía en sus inicios.
Pero el trabajo tuvo poca audiencia, lo que desanimó a Nicole que opta por invertir su tiempo en escribir un trabajo que puede realizar sola.
También fue columnista oficial del programa literario de televisión Lectures pour tous que presenta desde 1957 con Pierre Dumayet . 
Murió el 20 de novembre de 1965 en París, a la edad de 54 años. Está enterrada en el cementerio de Montparnasse (división 4, tumba 5 de la rotonda, 4 norte).

## Vida personal
En 1962 se casó con el realizador  Marcel Cravenne .

## Filmografía
- 1947: Paris 1900 (90')
- 1950: La vie commence demain (87')
- 1951: Amazone, a partir de una definición de Alexandre Arnoux (cortometraje)
- 1953: Aux frontières de l'homme corealizado con Jean Rostand (cortometraje)

## Premios
- Premio Louis-Delluc y Premio Méliès por París 1900
- Premio Durchon-Louvet de la Academia Francesa en 1961 en reconocimiento a toda su obra